# Яглевичский сельсовет
Яглевичский сельсовет — административная единица на территории Ивацевичского района Брестской области Беларуси. Административный центр — деревня Яглевичи.

## История
24 августа 2022 года в состав Яглевичского сельсовета включены земли упразднённого Любищицкого сельсовета с расположенными на них агрогородком Любищицы, посёлком Майск, деревнями Панки, Плехово; земли упразднённого Подстаринского сельсовета с расположенными на них агрогородком Подстаринь, деревнями Борки, Кушнеры, Озерцо, Руда, Сеньковичи, Холопья.

## Состав
Яглевичский сельсовет включает 16 населённых пунктов:
- Бараны — деревня
- Борки — деревня
- Галенчицы — деревня
- Гичицы — деревня
- Ёлки — деревня
- Кушнеры — деревня
- Любищицы — агрогородок
- Майск — посёлок
- Озерцо — деревня
- Панки — деревня
- Подстаринь — агрогородок
- Плехово — деревня
- Руда — деревня
- Сеньковичи — деревня
- Холопья — деревня
- Яглевичи — деревня

## Промышленность и сельское хозяйство
- Сельскохозяйственный производственный участок «Яглевичи» КСУП э/б «Майск»
- Филиал ДЭУ-2 РУП «Белавтострада»
- Филиал КУП «Брестоблдорстрой» «Ивацевичское ДРСУ-178»
- ООО «Вяда»
- ЧПТП «Монумент-сервис»
- ЧТПУП «Гичак»
- ООО «Прайд-энерго»
- ООО «Оазис»

## Социальная сфера
- ГУО «Яглевичская средняя школа», ГУО «Яглевичский детский сад».
- Яглевичский сельский Дом культуры, Гичицкая сельская библиотека-клуб, Яглевичская сельская библиотека.
- Яглевичский фельдшерско-акушерский пункт.

## Культура
- Историко-краеведческий музей ГУО "Подстаринская СШ" в аг. Подстаринь